# Shotton

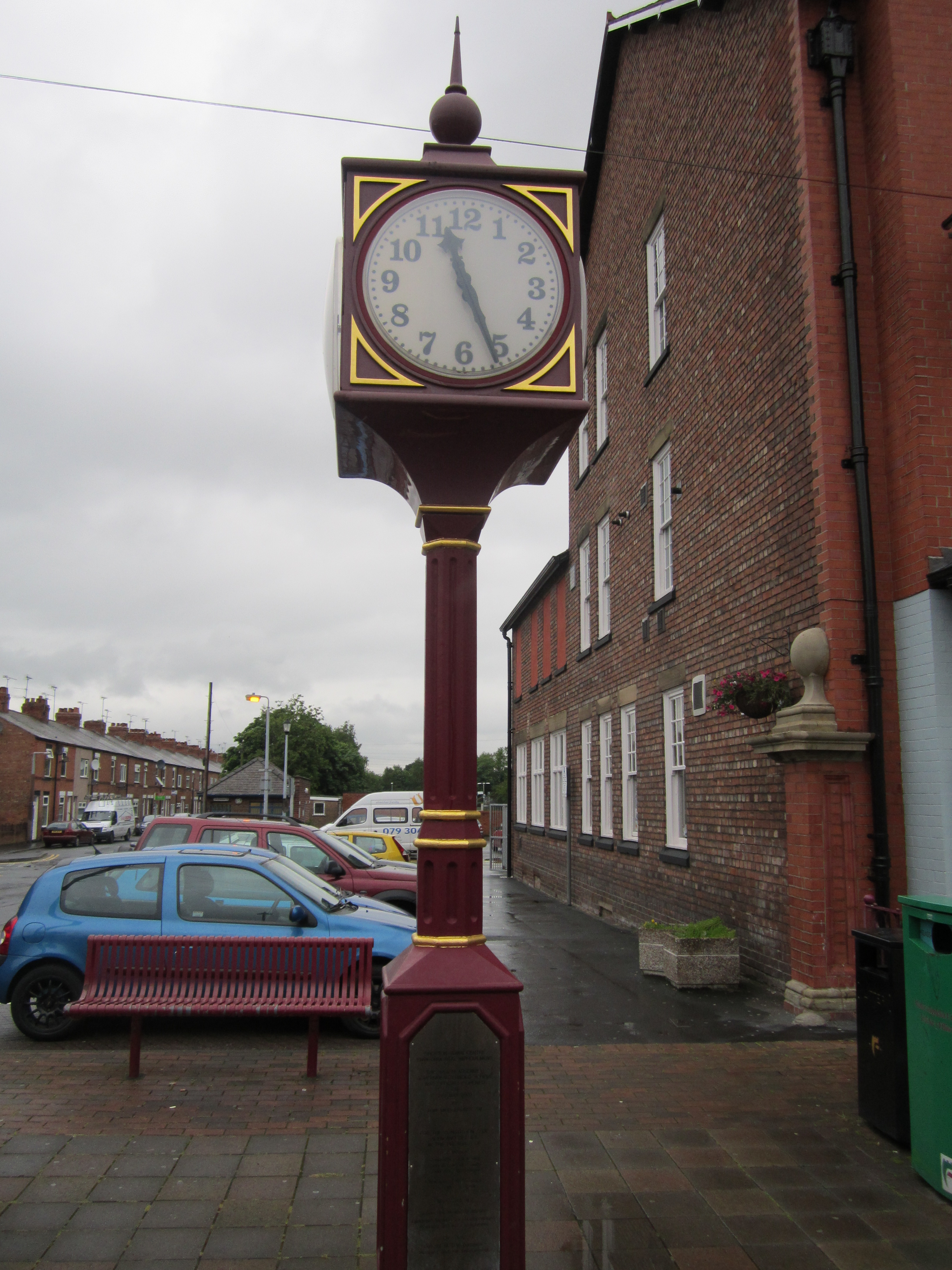
Shotton (Galles): l'orologio posto al di fuori della stazione ferroviaria

Shotton  è una cittadina di circa 6.300 abitanti del Galles nord-orientale, facente parte della contea del Flintshire e situata lungo il corso del fiume Dee, nell'area nota come Deeside, al confine con l'Inghilterra.

## Geografia fisica
Shotton si estende poco lungo i confini sud-orientali della città di Queensferry, a circa 10 km km a nord-est di Buckley e a circa 15 km  ad ovest di Chester.

## Origini del nome
Tra le ipotesi formulate sull'origine del toponimo Shotton, vi è quella secondo cui significherebbe "città degli Scozzesi".
È tuttavia più probabile che se la seconda parte del toponimo -ton significa certamente città, ovvero la prima parte del toponimo, shot, derivi da un termine sassone che significa "disboscamento" (v. la sezione "Storia").

## Storia
I primi insediamenti nella zona in cui sorge Shotton si ebbero intorno all'anno 1000 ad opera dei Sassoni. Il "fondatore" della città è considerato un sassone di nome Cylla, che disboscò l'area e costruì un alloggio per lui e la moglie.
Nel XVI secolo, iniziò nella zona lo sfruttamento del carbone.
Agli inizi del XVII secolo, le principali risorse economiche di Shotton erano l'agricoltura e la pesca.
Con l'avvento della rivoluzione industriale, fiorì a Shotton l'industria dell'acciaio, inizialmente per iniziativa della ditta John Summers and Sons.

## Monumenti e luoghi d'interesse

### Architetture religiose

#### Chiesa di San Ethelwold
Tra gli edifici d'interesse di Shotton, figura la chiesa dedicata a San Ethelwold, risalente al 1898.

## Società

### Evoluzione demografica
Al censimento del 2001, la community di Shotton contava una popolazione pari a 6.265 abitanti, di cui 3.190 erano donne e 3.075 erano uomini.

## Sport
- La squadra di rugby locale è lo Shotton Steel RFC [9]